# Ernesto Monico
Ernesto Monico (Altavilla Vicentina, 23 maggio 1910 – Talavera de la Reina, 2 settembre 1936) è stato un militare e aviatore italiano, decorato di Medaglia d'oro al valor militare alla memoria nel corso della guerra civile spagnola.

## Biografia
Nacque a Altavilla Vicentina, provincia di Vicenza, il 23 maggio 1910. Rimasto orfano di guerra in quanto figlio di un capitano di fanteria e fratello di un volontario in Africa orientale, compiuti gli studi medi nel Collegio Militare di Roma. All'età di diciannove anni fu ammesso a frequentare la Regia Accademia Aeronautica di Caserta dalla quale uscì il 5 agosto 1932 con il grado di sottotenente in servizio permanente effettivo nel ruolo naviganti. Conseguito il brevetto di pilota militare nell'aprile 1933, nell’agosto successivo fu mandato alla Scuola caccia per seguire il corso di addestramento, ottenendovi la promozione a tenente il 29 settembre. Perfezionatosi nei due anni successivi, con l'abilitazione al pilotaggio dei velivoli Fiat C.R.20, fu inviato al 9º Gruppo del 4º Stormo, 1ª Divisione aerea a Gorizia, alle dipendenze del Duca d'Aosta, assumendo il comando della 84ª Squadriglia da caccia equipaggiata con i Fiat C.R.32. Il 14 giugno 1936 prese parte, con altri piloti, alla Giornata dell'Ala ungherese a Budapest. Scoppiata la guerra civile spagnola, il 6 agosto 1936 partiva volontario per la Spagna.

### Guerra civile spagnola
All'alba del 14 agosto, il mercantile italiano Nereide scortato dai cacciatorpediniere Luca Tarigo, Antonio da Noli, e dagli incrociatori leggeri Giovanni delle Bande Nere e Muzio Attendolo della Regia Marina entrò nel porto di Melilla, sulla costa mediterranea del Marocco spagnolo.  Questa importante città era stata occupata quattro settimane prima dalle forze nazionaliste guidate dallo stesso generale Francisco Franco. Il carico della nave era composto da 12 caccia CR.32, imbarcati nel porto italiano di La Spezia una settimana prima.
Oltre ai pezzi di ricambio per i caccia Fiat, la nave aveva anche trasportato 18 volontari dalla Regia Aeronautica in Nord Africa, con i loro passaporti recanti informazioni false. Tra di loro c'erano i primi 12 piloti di caccia italiani ad arrivare sul territorio spagnolo guidati dal capitano Vincenzo Dequal ("Paride Limonesi") del 1º Stormo Caccia Terrestre e i suoi piloti erano il tenente Vittor Ugo Ceccherelli ("Vaccarese"), anch'essa della 1º Stormo CT, tenente Ernesto Monico ("Preti") della 4º Stormo C.T. e sottotenente Giuseppe Cenni ("Vittorio Stella") del 1º Stormo C.T..
I restanti piloti arruolati erano il sergente maggiore Giuseppe Avvico ("Nannini") del 4º Stormo CT, il sergente maggiore Bruno Castellani ("Ribaudi") del 6º Stormo CT, il sergente maggiore Sirio Salvadori ("Salvo") del 4º Stormo C.T., sergente Angelo Boetti ("Ilacqua") del 1º Stormo CT, sergente Adamo Giuglietti ("Guglielmotti") del 1º Stormo CT, sergente Giovanni Magistrini ("Marietti") del 1º Stormo CT, sergente Vincenzo Patriarca ("Boccolari") del 4º Stormo CT e sergente Guido Presel ("Sammartano") del 6º Stormo C.T..  I tecnici specialisti di terra erano composti da soli tre montatori di aerei e tre meccanici.
Dopo essere stati accolti dagli ufficiali spagnoli e dal locale console italiano, i piloti ed il personale di terra vennero immediatamente arruolati nel Tercio de Extranjeros con i loro gradi equivalenti.
I 12 CR.32 furono assemblati a Nador (Melilla) nel corso di diversi giorni e trasferiti per via aerea all'aeroporto di Siviglia, nel sud della Spagna, integrati nell'Aviación del Tercio. Essi formarono la prima unità da combattimento di questa forza, nota come 1ª Escuadrilla de Caza del Tercio o Squadriglia '"Cucaracha", di cui assunse il comando il capitano Dequal.
Nel pomeriggio avanzato del 31 agosto il comando nazionalista richiese all'Aviazione Legionaria di compiere una missione di ricognizione sulle basi aeree repubblicane nell'area di Madrid. Decollato insieme al sergente maggiore Castellani i due piloti sorvolarono a lungo la capitale ed i campi d'aviazione di Barajas, Alcalà de Henares, Getafe, Cuatro Vientos, annotando quanto rilevato sulla consistenza ed attività delle basi sorvolate, e senza incontrare alcuna reazione.
Durante il volo rientro, ai limiti dell’autonomia, mentre volano di conserva alla quota di 3.000 metri a velocità di crociera, i due aerei furono attaccati di sorpresa da quattro caccia repubblicani, che giunti alle loro spalle, li investirono con numerose raffiche di mitragliatrice. 
Castellani, pure accecato dal carburante che fuoriusciva dal serbatoio alare danneggiato, riuscì a dirigere l’aereo verso le proprie linee, atterrando in emergenza. Il suo CR.32 fu incendiato dalle raffiche degli attaccanti, ed egli è costretto a lanciarsi con il paracadute venendo subito catturato da alcuni miliziani accorsi sul luogo dove aveva preso terra, ed alla sua richiesta di esser messo in contatto con l’ambasciata italiana, viene ucciso con un colpo di pistola al cuore. Nonostante fossero corse le voci che prima di essere ucciso fosse stato anche torturato, il cappellano militare don Giovanni Sala che, alla fine del conflitto recuperò la salma di Monico per traslarla al cimitero legionario del Torrero di Saragoza, confidò che sul suo corpo si rilevava solo il foro di entrata di proiettile al petto, e non vi erano tracce di torture. Fu decorato con la medaglia d'oro al valor militare alla memoria.

### Annotazioni
1. ↑  I suoi uccisori furono successivamente fucilati da alcuni regulares di un Tabor marocchino, su segnalazione della popolazione locale, all'atto della liberazione di Toledo.

### Fonti
1. 1 2 3 4 5  Combattenti Liberazione.
2. 1 2  Gruppo Medaglie d'Oro al Valor Militare 1965, p. 195.
3. 1 2 3  Ufficio Storico dell'Aeronautica Militare 1969, p. 99.
4. 1 2 3 4 5 6 7 8 9  Asso 4º Stormo.
5. 1 2 3 4 5  Logoluso 2010, p. 8.
6. 1 2 3 4  Logoluso 2010, p. 9.
7. ↑  Medaglie d'oro al valor militare sul sito della Presidenza della Repubblica